# Attack of the Killer B's
Albums de Anthrax
Persistence of Time
(1990) Sound of White Noise
(1993)
Singles
1. Bring the Noise
Sortie : 8 juillet 1991

Attack of the Killer B's est un album de compilation du groupe de thrash metal américain, Anthrax. Il est paru le 25 juin 1991 sur le label Island Records.

## Historique
Cette compilation regroupe des titres figurant en face B des singles, des raretés, des titres enregistrés en public et des reprises. Les deux titres "live", Keep it on the Family et Belly of the Beast ont été enregistrés au N.E.C. de Birmingham (Angleterre) respectivement le 14 et 15 décembre 1990 lors de la tournée de promotion de l'album Persistence of Time. Il y figure aussi deux reprises du projet parallèle de Scott Ian et Charlie Benante, Stormtroopers of Death (Milk (Ode to Billy) et Chromatic Death), une reprise du groupe punk Discharge (Protest and Survive), une reprise de Trust (Sects) une de Kiss (Parasite) et une de The Chantays (Pipeline). Ces trois derniers titres figurent sur l'Ep Penikufesin (Nice Fuckin' Ep), réalisé jusqu'à présent uniquement en Europe, Japon et Australie. On y trouve aussi une version entièrement retravaillée de I'm the Man.
La reprise de Public Enemy, Bring the Noise avec la participation de Chuck D et Flavor Flav, sera l'unique single tiré de l'album.
Il est le dernier album du groupe avec Joey Belladonna jusqu'à son retour dans le groupe en 2010.
L'album de classa notamment à la 27e place du Billboard 200 aux États-Unis et à la 13e place dans les charts britanniques. il sera certifié disque d'or au Canada et aux États-Unis.

## Liste des titres
| No  | Titre                                        | Auteur                                                    | Durée |
| --- | -------------------------------------------- | --------------------------------------------------------- | ----- |
| 1.  | Milk (Ode to Billy) (reprise de S.O.D)       | Billy Milano, Charlie Benante, Danny Lilker, Scott Ian    | 3:44  |
| 2.  | Bring the Noise (reprise de Public Enemy)    | Carl Ridenhour, Hank Shocklee, Eric Sadler, Anthrax       | 3:28  |
| 3.  | Keep It In the Family (enregistré en public) | Anthrax                                                   | 7:19  |
| 4.  | Startin' Up a Posse                          | Anthrax                                                   | 4:14  |
| 5.  | Protest and Survive (reprise de Discharge)   | Kevin Morris, Roy Wainwright, Garry Maloney, Tony Roberts | 2:20  |
| 6.  | Chromatic Death (reprise de S.O.D.)          | Milano, Benante, Lilker, Ian                              | 1:28  |
| 7.  | I'm the Man '91                              | Anthrax, John Rooney                                      | 5:00  |
| 8.  | Parasite (reprise de Kiss)                   | Ace Frehley                                               | 3:14  |
| 9.  | Pipeline (reprise de The Chantays)           | Bob Spickard, Brian Carman                                | 3:14  |
| 10. | Sects (reprise de Trust)                     | Bernie Bonvoisin, Norbert Krief                           | 3:06  |
| 11. | Belly of the Beast (enregistré en public)    | Anthrax                                                   | 6:01  |
| 12. | N.F.B. (Dallabnikufesin)                     | Anthrax                                                   | 2:16  |

## Musiciens
Anthrax
- Joey Belladonna: chant, chœurs
- Scott Ian: guitare rythmique, chœurs, chant sur Bring the Noise, Startin' Up a Posse, Protest and Survive et I'm the Man '91
- Dan Spitz: guitare solo, chœurs
- Frank Bello: basse, chœurs
- Charlie Benante: batterie, percussions, sampling et programmation, guitare 12 cordes sur N.F.B., chant sur I'm the Man'91

Musiciens additionnels
- Chuck D: chant sur Bring the Noise
- Flavor Flav: chœurs sur Bring the Noise
- Mark Dobson: chœurs sur Startin' Up a Posse

## Charts et certifications
| Pays             | Durée du classement | Meilleur classement |
| ---------------- | ------------------- | ------------------- |
| Australie        | 1 semaine           | 50e                 |
| Autriche         | 2 semaines          | 20 e                |
| Canada           | 15 semaines         | 45e                 |
| États-Unis       | 25 semaines         | 27e                 |
| Nouvelle-Zélande | 5 semaines          | 27e                 |
| Pays-Bas         | 5 semaines          | 81 e                |
| Royaume-Uni      | 5 semaines          | 13e                 |
| Suède            | 1 semaine           | 38e                 |

| Pays       | Certification | Ventes    | Date       |
| ---------- | ------------- | --------- | ---------- |
| Canada     | Or            | 50 000 +  | 30/10/1991 |
| États-Unis | Or            | 500 000 + | 07/11/1991 |

### Charts single
| Date       | Single          | Chart              | durée du classement | Position |
| ---------- | --------------- | ------------------ | ------------------- | -------- |
| 22/09/1991 | Bring the Noise | RMNZ Single Top 40 | 14 semaines         | 10e      |
| 13/07/1991 | Bring the Noise | UK Singles Chart   | 5 semaines          | 14e      |